# Ma'aserot
Ma'asserot (hebreo: מעשרות, literalmente "Diezmos") es el séptimo tratado de Seder Zeraim ("Orden de las Simientes") de la Mishná y del Talmud. Analiza los tres diferentes tipos de Maasser retirados de la producción agrícola. 
Se analizan los tipos de productos predispuestos para el diezmo, así como las circunstancias y el momento en virtud del cual se convierte en obligación de realizar el diezmo.
En los tiempos bíblicos, durante los seis años del ciclo agrícola – hasta el séptimo año que es el Año Sabático, en el cual no hay atribución de diezmos - el "Maasser Rishón" (Primer Diezmo) era dado a los Levitas, correspondiendo al 10% de cosecha.
El "Maasser Shení" (Segundo Diezmo) era dado en el primero, segundo, cuarto y quinto año, y equivale al 10% de la cosecha restante, después de retirado el Maasser Rishón. Era llevado para Jerusalén para ser consumido o vendido. Si fuera vendido, su valor era usado para comprar fruta en Jerusalén, que posteriormente era consumida en la ciudad.
La última categoría es el "Maasser Ani" (Diezmo del Pobre) que era dado a los pobres en el tercero y sexto año del ciclo. Estos últimos diezmos son analizados más profundamente en el siguiente tratado, Maasser Sheni. El séptimo año del ciclo es designado "Shemetiá", y ningún diezmo era atribuido, ya que la tierra era dejada sin cultivo.
Estos diezmos eran dados apenas a estos grupos y consumidos en Jerusalén en la época en que el Templo existía en Jerusalén, y antes de eso, cuando los judíos estaban en el exilio. Estos diezmos eran pagables apenas en Israel, pues apenas recaían sobre la producción agrícola de la Tierra de Israel.